# Eiershausen
Eiershausen ist ein Ortsteil der Gemeinde Eschenburg im mittelhessischen Lahn-Dill-Kreis.

## Geografie
Eiershausen liegt im Nordosten des Lahn-Dill-Kreises. Der Ort liegt am Ausgang des engen Schwarzbachtals, eines Seitentals des Dietzhölztals. Er ist im Osten von bewaldeten Berghängen des Gladenbacher Berglands eingebettet, während sich westlich der Talgrund des Simmersbachtals und des Dietzhölztals anschließt.
Die angrenzenden Orte sind, von Norden im Uhrzeigersinn beginnend, Simmersbach, Hirzenhain (beide Gemeinde Eschenburg), Nanzenbach (Stadt Dillenburg), Wissenbach und Eibelshausen (beide Gemeinde Eschenburg).
Die höchsten Erhebungen in der Gemarkung Eiershausen sind:
- Gewänn (585 m ü.NN)
- Sang (574 m ü.NN)
- Arthel (402 m ü.NN)

## Geschichte

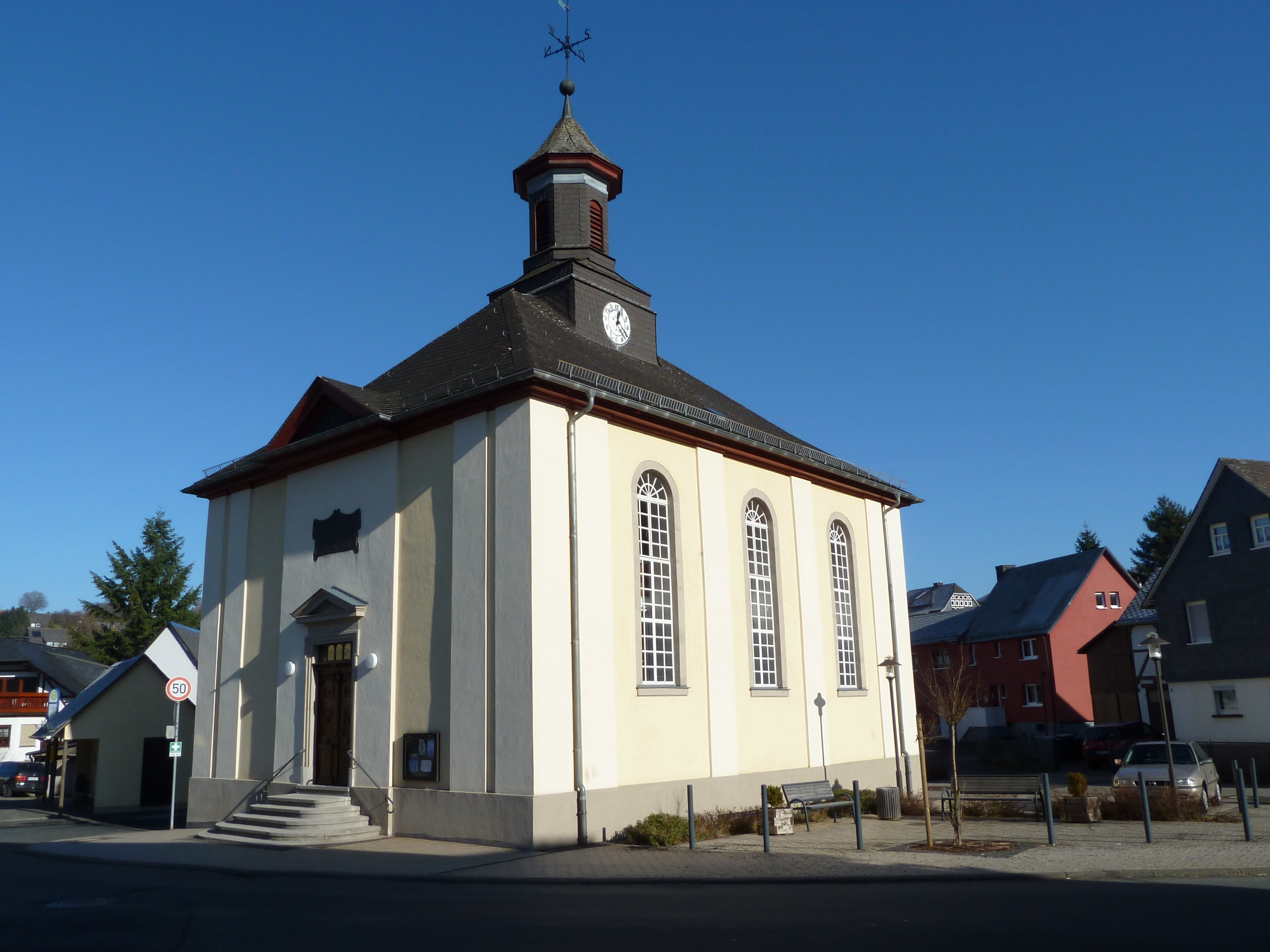
Evangelische Kirche

### Ortsgeschichte
Die älteste bekannte schriftliche Erwähnung von Eiershausen erfolgte unter dem Namen Eygirsshusen im Jahr 1342.
Bereits 1378 gab es eine Kapelle. Die heutige Saalkirche wurde 1824–27 nach einem Entwurf von Eberhard Philipp Wolff gebaut.
Die bis dahin selbständige Gemeinde Eiershausen fusionierte zum 1. Oktober 1971 im Zuge der Gebietsreform in Hessen freiwillig mit den Nachbardörfern Eibelshausen und Wissenbach zur Gemeinde Eschenburg. Kraft Landesgesetz wurden dann die Gemeinden Eschenburg, Hirzenhain sowie Simmersbach und Roth des ehemaligen Landkreises Biedenkopf zur erweiterten Großgemeinde Eschenburg zusammengeschlossen. Die Inkraftsetzung erfolgte zum 1. Juli 1974 durch den Regierungspräsidenten in Darmstadt. Für alle sechs Ortsteile wurden Ortsbezirke mit Ortsbeirat und Ortsvorsteher nach der Hessischen Gemeindeordnung gebildet.

### Verwaltungsgeschichte im Überblick
Die folgende Liste zeigt die Staaten bzw. Herrschaftsgebiete und deren untergeordnete Verwaltungseinheiten, in denen Eiershausen lag:
- vor 1739: Heiliges Römisches Reich, Grafschaft/Fürstentum Nassau-Dillenburg, Amt Tringenstein[8]
- ab 1739: Heiliges Römisches Reich, Fürstentum Nassau-Diez, Amt Tringenstein
- 1806–1813: Großherzogtum Berg Département Sieg, Arrondissement Dillenburg, Kanton Herborn
- 1813–1815: Fürstentum Nassau-Oranien, Amt Tringenstein
- ab 1816: Herzogtum Nassau[Anm. 1], Amt Dillenburg
- ab 1849: Herzogtum Nassau, Kreisamt Herborn[Anm. 2]
- ab 1854: Herzogtum Nassau, Amt Dillenburg
- ab 1867: Norddeutscher Bund[Anm. 3], Königreich Preußen, Provinz Hessen-Nassau, Regierungsbezirk Wiesbaden, Dillkreis[Anm. 4]
- ab 1871: Deutsches Reich, Königreich Preußen, Provinz Hessen-Nassau, Regierungsbezirk Wiesbaden, Dillkreis
- ab 1918: Deutsches Reich, Freistaat Preußen, Provinz Hessen-Nassau, Regierungsbezirk Wiesbaden, Dillkreis
- ab 1932: Deutsches Reich, Freistaat Preußen, Provinz Hessen-Nassau, Regierungsbezirk Wiesbaden, Landkreis Dillenburg
- ab 1933: Deutsches Reich, Freistaat Preußen, Provinz Hessen-Nassau, Regierungsbezirk Wiesbaden, Dillkreis
- ab 1944: Deutsches Reich, Freistaat Preußen, Provinz Nassau, Dillkreis
- ab 1945: Amerikanische Besatzungszone, Groß-Hessen, Regierungsbezirk Wiesbaden, Dillkreis
- ab 1946: Amerikanische Besatzungszone, Hessen, Regierungsbezirk Wiesbaden, Dillkreis
- ab 1949: Bundesrepublik Deutschland, Hessen, Regierungsbezirk Wiesbaden, Dillkreis
- ab 1968: Bundesrepublik Deutschland, Hessen, Regierungsbezirk Darmstadt, Dillkreis
- ab 1971: Bundesrepublik Deutschland, Hessen, Regierungsbezirk Darmstadt, Dillkreis, Gemeinde Eschenburg[Anm. 5]
- ab 1977: Bundesrepublik Deutschland, Hessen, Regierungsbezirk Darmstadt, Lahn-Dill-Kreis, Gemeinde Eschenburg
- ab 1981: Bundesrepublik Deutschland, Hessen, Regierungsbezirk Gießen, Lahn-Dill-Kreis, Gemeinde Eschenburg

## Bevölkerung

### Einwohnerstruktur 2011
Nach den Erhebungen des Zensus 2011 lebten am Stichtag dem 9. Mai 2011 in Eiershausen 903 Einwohner. Darunter waren 21 (2,3 %) Ausländer.
Nach dem Lebensalter waren 177 Einwohner unter 18 Jahren, 378 zwischen 18 und 49, 177 zwischen 50 und 64 und 168 Einwohner waren älter. Die Einwohner lebten in 378 Haushalten. Davon waren 105 Singlehaushalte, 102 Paare ohne Kinder und 120 Paare mit Kindern, sowie 39 Alleinerziehende und 12 Wohngemeinschaften. In 78 Haushalten lebten ausschließlich Senioren und in 252 Haushaltungen lebten keine Senioren.

### Einwohnerentwicklung
| Eiershausen: Einwohnerzahlen von 1834 bis 2018 | Eiershausen: Einwohnerzahlen von 1834 bis 2018 | Eiershausen: Einwohnerzahlen von 1834 bis 2018 | Eiershausen: Einwohnerzahlen von 1834 bis 2018 | Eiershausen: Einwohnerzahlen von 1834 bis 2018 |
| --- | ---------------------------------------------- | ---------------------------------------------- | ---------------------------------------------- | ---------------------------------------------- |
| Jahr |                                                |                                                |                                                | Einwohner                                      |
| 1834 | 1834                                           |                                                | 258                                            | 258                                            |
| 1840 | 1840                                           |                                                | 281                                            | 281                                            |
| 1846 | 1846                                           |                                                | 293                                            | 293                                            |
| 1852 | 1852                                           |                                                | 288                                            | 288                                            |
| 1858 | 1858                                           |                                                | 293                                            | 293                                            |
| 1864 | 1864                                           |                                                | 323                                            | 323                                            |
| 1871 | 1871                                           |                                                | 341                                            | 341                                            |
| 1875 | 1875                                           |                                                | 377                                            | 377                                            |
| 1885 | 1885                                           |                                                | 418                                            | 418                                            |
| 1895 | 1895                                           |                                                | 415                                            | 415                                            |
| 1905 | 1905                                           |                                                | 507                                            | 507                                            |
| 1910 | 1910                                           |                                                | 552                                            | 552                                            |
| 1925 | 1925                                           |                                                | 548                                            | 548                                            |
| 1939 | 1939                                           |                                                | 573                                            | 573                                            |
| 1946 | 1946                                           |                                                | 791                                            | 791                                            |
| 1950 | 1950                                           |                                                | 776                                            | 776                                            |
| 1956 | 1956                                           |                                                | 732                                            | 732                                            |
| 1961 | 1961                                           |                                                | 756                                            | 756                                            |
| 1967 | 1967                                           |                                                | 764                                            | 764                                            |
| 1970 | 1970                                           |                                                | 780                                            | 780                                            |
| 1980 | 1980                                           |                                                | 875                                            | 875                                            |
| 1990 | 1990                                           |                                                | 936                                            | 936                                            |
| 2000 | 2000                                           |                                                | 1.016                                          | 1.016                                          |
| 2008 | 2008                                           |                                                | 939                                            | 939                                            |
| 2011 | 2011                                           |                                                | 903                                            | 903                                            |
| 2015 | 2015                                           |                                                | 921                                            | 921                                            |
| 2018 | 2018                                           |                                                | 934                                            | 934                                            |
| Datenquelle: Historisches Gemeindeverzeichnis für Hessen: Die Bevölkerung der Gemeinden 1834 bis 1967. Wiesbaden: Hessisches Statistisches Landesamt, 1968. Weitere Quellen: ; nach 1970: Gemeinde Eschenburg, ab 2008: Haushaltsplan 2019; Zensus 2011 |                                                |                                                |                                                |                                                |

### Historische Religionszugehörigkeit
- 1885: 388 evangelische (= 92,82 %), 11 katholische (= 2,63 %) und 19 andere (= 4,55 %) Christen[2]
- 1961: 626 evangelische (= 82,80 %) und 95 (= 11,24 %) katholische Einwohner[2]

## Politik
In Eiershausen gibt es einen fünfköpfigen Ortsbeirat. Nach den Kommunalwahlen in Hessen 2016 besteht er aus zwei Mitgliedern der CDU und zwei Mitgliedern der SPD und einem Mitglied der FWG. Der Ortsvorsteher ist Kai Eckert von der SPD.

## Wirtschaft und Infrastruktur

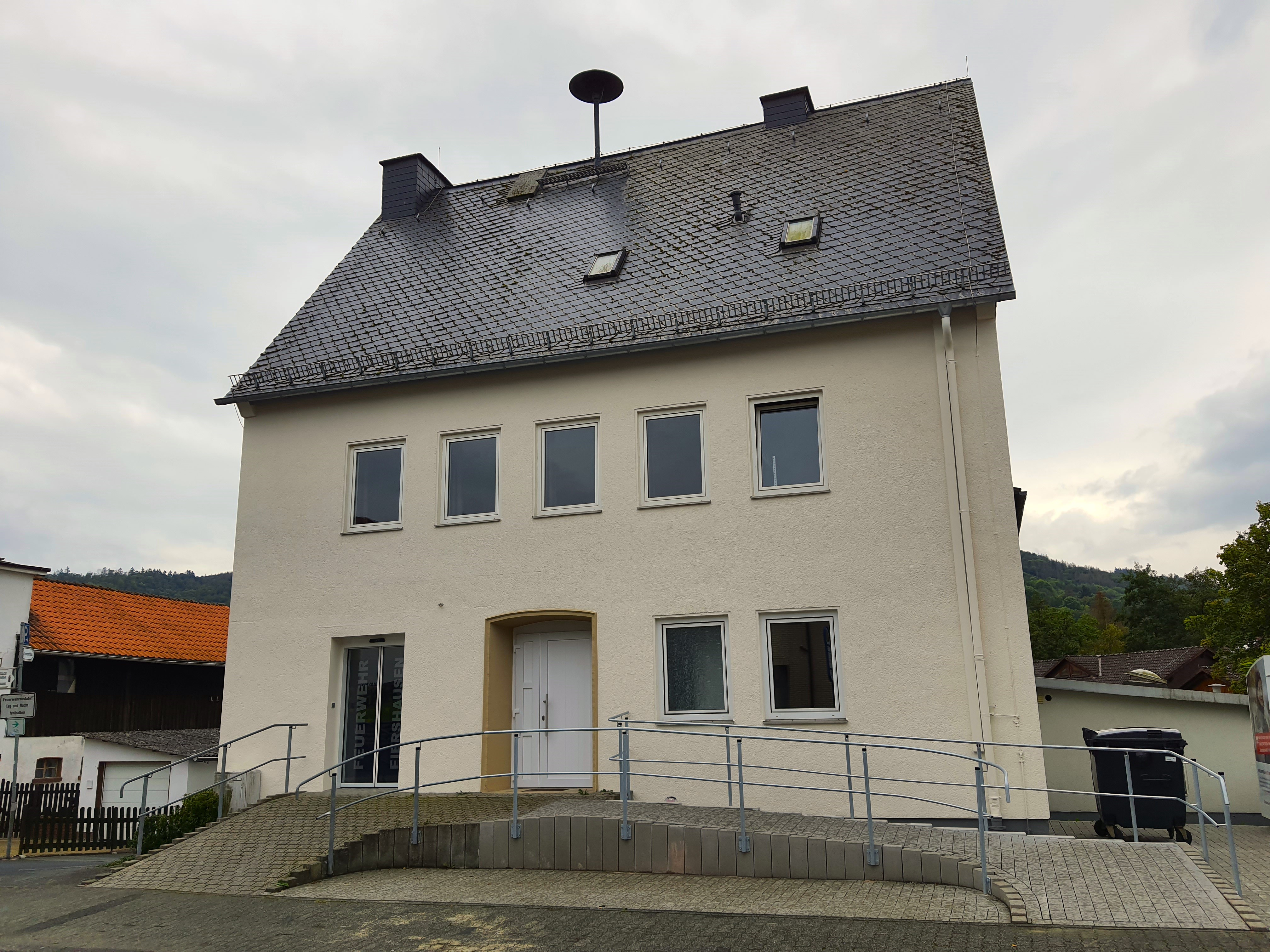
Dorfgemeinschaftshaus und Feuerwehrhaus

In Eiershausen gibt es ein Dorfgemeinschaftshaus sowie einen Sportplatz mit Naturrasen. Der Ort ist in erster Linie eine Wohngemeinde.
Im Jahr 2009 hat die Gemeinde Eschenburg das bestehende Gewerbegebiet südlich von Eibelshausen in Richtung Eiershausen erweitert.
Seit 1973 gibt es am Berghang östlich des Ortes einen Skilift, der vom Skiclub des Nachbarorts Hirzenhain betrieben wird.

### Verkehr
Durch Eiershausen führt die Landesstraße 3043. Die Bundesstraße 253 (Dillenburg–Frankenberg) ist weniger als einen Kilometer entfernt; bis zur Anschlussstelle Dillenburg an der Autobahn 45 sind es etwa 12 km.

### Bildung
Im Ort gibt es eine Grundschule und einen Kindergarten.
Weiterführende Schulen können in Eibelshausen (Kooperative Gesamtschule) und Dillenburg (Gymnasium) besucht werden.